# Baisers de cinéma
Pour l’article ayant un titre homophone, voir Baiser de cinéma.
Baisers de cinéma est un roman d'Éric Fottorino publié le 23 août 2007 aux éditions Gallimard. Ce roman a reçu au premier tour le prix Femina le 12 novembre 2007. Il illustre la quête familiale qui traverse l’œuvre de l’auteur, en mettant en scène un homme qui, à la mort de son père photographe de la Nouvelle Vague, recherche sa mère à travers les héroïnes de cinéma dont son père lui a laissé d’innombrables clichés en noir et blanc. Sans lui dire laquelle, parmi ces femmes mythiques, était sa mère.

## Résumé
Gilles Hector est avocat au barreau de Paris. Depuis des années, il fréquente Les Trois Luxembourg, l'Accatone et l'Action École dans le quartier Latin à la recherche sur l'écran d'une mère, supposée actrice, qu'il n'a jamais connue, et que son père Jean Hector, un brillant chef opérateur du cinéma français de la Nouvelle Vague dont les photographies sont publiées dans Cinémonde, aurait rencontrée au début des années 1960 sur les tournages. « Tu dois ton existence à un baiser de cinéma » lui a-t-il un jour déclaré. Quelques jours après le décès de son père, alors qu'il assiste à la projection des Amants de Louis Malle, il perçoit dans son dos la présence d'une femme qui le subjugue immédiatement, telles les héroïnes de cinéma que lui avait décrit son père. Une violente passion s'installe alors avec Mayliss, femme mariée très libre et mère d'un jeune enfant. Mayliss apparaît et disparaît dès lors dans sa vie au gré des rendez-vous et moments d'amour qu'elle lui octroie et auxquels il s'empresse de répondre, délaissant son travail, et jouant avec le feu de l'adultère. Semaines après semaines, sa dépendance à Mayliss va grandissante.
Depuis la mort de son père, Gilles Hector cherche dans les archives de celui-ci, stockées dans son petit studio de la rue Budé dans l'île Saint-Louis, des indices pouvant le mettre sur la piste de l'identité de sa mère. Un jour qu'il découvre des bobines inconnues de film super 8, il acquiert la conviction que cette femme sur l'écran, au corps svelte et aux yeux un peu fous que son père filme, ne peut être que sa mère. Les films portent la mention « Chemin-Long 67 » que les carnets de son père datant de cette époque rattachent sans ambiguïté à un lieu-dit de Mérignac en Gironde et associent à un institut pour maladies nerveuses. Il part immédiatement enquêter sur place et découvre auprès des vieux habitants du quartier qu'il s'agit d'une ancienne institution qui fut ravagée à la fin des années 1960 par un incendie provoqué volontairement par l'une des patientes, Marie Bordenave, qui disparut durant le drame où périrent trois personnes. Convaincu, à la description que lui en fait l'ancienne administratrice, de l'identité de cette femme il repart pour Paris enfin soulagé d'avoir abouti dans sa quête de recherche maternelle, et devient pratiquement dès cet instant délivré de son amour obsédant pour Mayliss, avec laquelle il rompt immédiatement. Un soir qu'il rentre dans le studio de son père, il découvre l'appartement en proie aux flammes.

## Analyse
Baisers de cinéma présente en contrepoint la figure d'un directeur de la photographie devenu dans le roman la figure centrale du cinéma de la Nouvelle Vague en raison de sa capacité à mettre en lumière les grandes actrices de cette période comme Anouk Aimée, Jeanne Moreau, Anna Karina, Catherine Deneuve… Ce personnage de Jean Hector est selon Fottorino la somme des grands noms de la période dont il donne une liste-hommage en épilogue de son roman. Les critiques littéraires ont fréquemment rapproché l'atmosphère du roman de celle des livres de Patrick Modiano, notamment en ce qui concerne la géographie du roman dont l'action se situe en partie dans différents lieux de Paris et surtout en raison du thème central de la recherche des origines familiales,,.

## Éditions
- Baisers de cinéma, Gallimard, coll. « Blanche », 23 août 2007, 188 p.  (ISBN 978-2-07-078584-1)
- Baisers de cinéma, Gallimard, coll. « Folio » no 4796, 2 octobre 2008, 219 p.  (ISBN 978-2-07-035881-6)